# Radio Herford
Radio Herford ist das Lokalradio für den Kreis Herford. Es ging 1991 auf Sendung und bekam seine Lizenz von der Landesanstalt für Medien Nordrhein-Westfalen (LfM). Chefredakteur des Senders ist seit Mai 2014 Carsten Dehne.

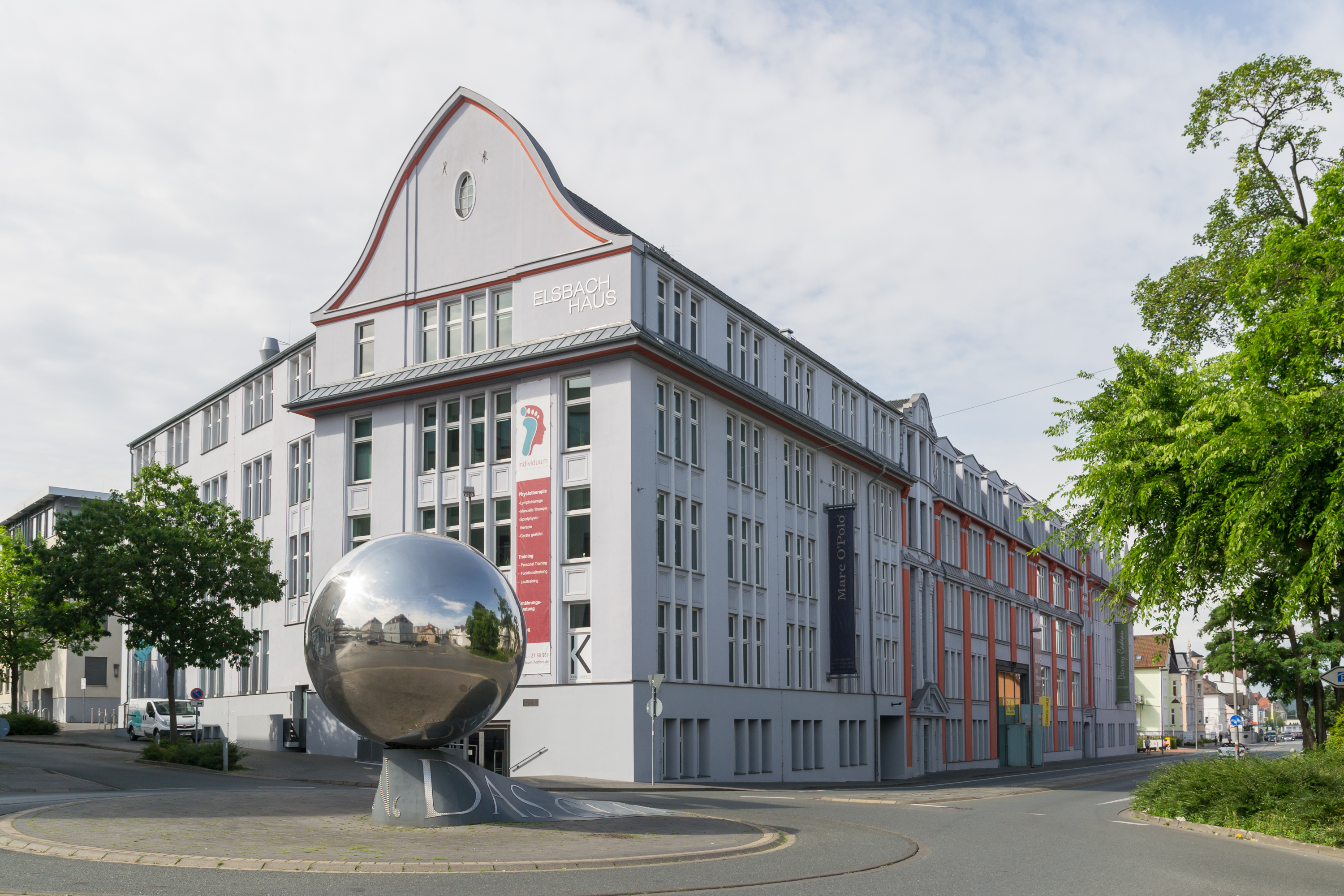
Das Elsbachhaus, auch nach Umzug der Senderäume in das Funkhaus in Bad Oeynhausen weiterhin Sitz von Radio Herford

## Programm
Das Lokalradio sendet wochentags in Zusammenarbeit mit Radio Westfalica 15 Stunden Lokalprogramm aus dem neuen Funkhaus in Bad Oeynhausen. Die Morningshow Die Vier von hier wurde nach Testläufen im Dezember 2014 seit dem 5. Januar 2015 montags bis freitags von 5 bis 10 Uhr live gesendet. Langjährige Moderatoren waren hierbei Oliver Rose, Nadine Hofmeier, Boris Tegtmeier und Jan P. Ehlers alias Pola. Alle diese Moderatoren verließen seit 2021 nach und nach den Sender Radio Westfalica, um sich beruflich neu auszurichten, oder übernahmen dort andere Tätigkeiten. Seit dem 1. August 2022 gibt es eine neue gemeinsame Morningshow von Radio Herford und Radio Westfalica CHRISSI & MADLINE – DOPPELT WACH!, welche ebenfalls von 6 bis 10 Uhr live gesendet wird. Von 10 bis 15 Uhr sendet Moderatorin Christina Wolff aus dem Herforder Studio im Elsbachhaus die Sendung bei der Arbeit. Die Nachmittagsshow von drei bis frei läuft von 15 bis 20 Uhr. Von 20 bis 21 Uhr strahlt Radio Herford gemäß den gesetzlichen Bestimmungen auf seinen Frequenzen den Bürgerfunk aus, auf dessen Inhalte es keinen Einfluss hat. Außerdem sendet Radio Herford stündlich zwischen 5.30 und 18.30 Uhr etwa dreiminütige Lokalnachrichten mit anschließenden Wetter- und Verkehrsinformationen.
Montags bis samstags von 21 bis 0 Uhr und sonntags von 18 bis 20 Uhr wird aus dem Gütersloher Studio an der Kahlertstraße das OWL-weite Jugendprogramm deinfm ausgestrahlt. Darin werden jeweils zur halben Stunde OWL-weite Schlagzeilen gesendet.
Am Wochenende wird jeweils fünf Stunden lokal gesendet: Samstags mit der Sendung Endlich Wochenende von 7 bis 12 Uhr, sonntags mit dem „Comedy-Sonntag“ von 9 bis 14 Uhr. Das Restprogramm und die Nachrichten zur vollen Stunde werden vom Mantelprogrammanbieter Radio NRW aus Oberhausen übernommen. Radio Herford sendet stündlich einen von Radio NRW übernommenen Werbeblock.

## Moderation
Die tägliche Morningshow Chrissi und Madline – doppelt wach! läuft montags bis freitags von 6 bis 10 und wird von Christopher Menzel und Madline Ponte moderiert. Weitere Stimmen der lokalen Sendestrecken sind Christina Wolff, Oliver Tölke, Jonas Rieck, Pia Walkenhorst, Marlene Sokoll, Lena Herms, Christopher Deppe und Markus Knoblich.

## Hörerzahlen
Radio Herford kommt im Frühjahr 2023 mit einem Marktanteil von 41,1 Prozent auf mehr Prozentpunkte als die aus Rundfunkbeiträgen finanzierten Programme von 1LIVE mit nur noch 17,2 Prozent, WDR2 (16,4 Prozent), NDR1 Radio Niedersachsen (1,6 Prozent), NDR2 (7,2 Prozent) sowie Privatsender ffn (2,7 Prozent).

## Unternehmen
Die programmliche Verantwortung für Radio Herford liegt gemäß dem Landesmediengesetz NRW bei der Veranstaltergemeinschaft Radio Wittekindsland Herford e. V., welche sich aus Vertretern gesellschaftlich relevanter Gruppen des Kreises zusammensetzt.
Die wirtschaftliche Verantwortung obliegt der Radio Herford Betriebsgesellschaft mbH & Co. KG. Beteiligt sind der Zeitungsverlag Neue Westfälische sowie die Kommunale Beteiligungsgesellschaft für lokalen Rundfunk im Kreis Herford.
Die technischen und betriebswirtschaftlichen Aufgaben sind zum großen Teil an den in Bielefeld ansässigen Full-Service-Dienstleister Audio Media Service (AMS) ausgelagert.

## Mantelprogramm
Das Restprogramm und die Weltnachrichten zur vollen Stunde werden außerhalb der lokalen Sendezeiten vom Mantelprogrammanbieter Radio NRW übernommen. Radio NRW beliefert 45 NRW-Lokalstationen mit einem 24-stündigen Mantelprogramm, auf das jederzeit zugegriffen werden kann. Radio Herford wird jedoch von der Landesanstalt für Medien Nordrhein-Westfalen (LfM) eine bestimmte lokale Sendezeit vorgeschrieben. Als Gegenleistung sendet Radio Herford stündlich einen Werbeblock des NRW-Mantelprogramms. Als Musikformat gilt das von Radio NRW vorgeschriebene Adult Contemporary (AC), das die 19- bis 49-jährigen Hörer zur Zielgruppe hat. Auch die Musikauswahl wird zum großen Teil von Radio NRW vorgegeben. Dies geschieht genauso zu den lokalen Sendezeiten. Radio NRW bestimmt, zu welcher Zeit welcher Titel läuft. Die Stationskennung „Radio Herford“ sowie ähnliche IDs außerhalb der lokalen Sendezeiten werden im zu dieser Zeit meist unbesetzten Sendestudio in Herford automatisch durch ein Fernwirksignal aus Oberhausen ausgelöst, wie es auch bei allen anderen Lokalradios in NRW üblich ist.
Die Programmzulieferung erfolgt über Satellit. Wird bei schlechtem Wetter der Empfang beeinträchtigt, so wird automatisch auf eine zusätzliche ISDN-Leitung nach Oberhausen umgeschaltet.

## Zwei-Säulen-Modell
Das Landesrundfunkgesetz in NRW schreibt den Lokalradios den Betrieb im sogenannten Zwei-Säulen-Modell vor. Durch dieses Modell werden Programm und wirtschaftliche Verantwortung mit dem Ziel voneinander getrennt, dass das Programm nicht aufgrund von publizistischen oder wirtschaftlichen Interessen an Niveau oder Inhalt verliert.

## Geschichte
Bis Ende 2005 nannte sich der Sender Radio Herford. Nach einem Relaunch wurde er in 94.9 Radio Herford umbenannt, seit 1. Januar 2011 heißt er wieder Radio Herford. Seit dem 5. Januar 2015 sendet Radio Herford alle Sendestrecken gemeinsam mit Radio Westfalica.
Zu Beginn des Jahres 2023 ist der Sender Herford mit dem Sender Radio Westfalica in ein gemeinsames neues Funkhaus nach Bad Oeynhausen umgezogen. Die beiden Sender versprechen sich davon Synergien.

## Empfang
- UKW:
  - Herford: 94,9 MHz
  - Vlotho: 91,7 MHz

- Kabelnetz im gesamten Kreis Herford
- Internet: Livestream auf der Homepage
- Radio Herford-App[6]
- Sprachassistenten